# 3-methyl-1-butylacetaat
3-methyl-1-butylacetaat of isoamylacetaat, vaak ook i-amylacetaat of soms bananenolie genoemd, is een organische verbinding met een typerende geur en smaak van bananen. Hierdoor wordt het veel gebruikt als geur- en smaakstof in producten die naar banaan moeten smaken, zoals snoepjes. De stof komt voor als een heldere kleurloze viskeuze vloeistof, die slechts matig in water oplost, maar goed oplosbaar in de meeste organische oplosmiddelen.

## Synthese
3-methyl-1-butylacetaat is een ester die gevormd wordt door reactie van 3-methyl-1-butanol en azijnzuur, met een sterk zuur als katalysator (meestal zwavelzuur of p-tolueensulfonzuur).

## Eigenschappen en toepassingen
3-methyl-1-butylacetaat heeft een sterke geur, die met bananen geassocieerd wordt, maar soms ook met peren. Bananenolie is een benaming die zowel voor de zuivere stof gebruikt wordt als voor mengsels bestaande uit 3-methyl-1-butylacetaat, pentylacetaat, nitrocellulose en andere geurstoffen. De naam vindt zijn oorsprong in de manier waarop vroeger bananenolie werd gewonnen uit bananen. Dit mengsel was een olie-achtige vloeistof, waarin zich onder andere ook nitrocellulose bevond.
Perenolie verwijst meestal naar een oplossing van 3-methyl-1-butylacetaat in ethanol, die gebruikt wordt als kunstmatige geur- en smaakstof.
3-methyl-1-butylacetaat wordt ook gebruikt als eerste test bij de effectiviteit van gasmaskers: het heeft een sterke geur, die door de meeste mensen niet als onprettig wordt ervaren. Het kan in lage concentraties makkelijk waargenomen worden en het is voor zover bekend nauwelijks toxisch.
De stof wordt verder gebruikt als oplosmiddel voor vernis en lak en heeft ook activiteit als feromoon voor de honingbij. Het kan gebruikt worden om een groot aantal bijen op een klein oppervlak te verzamelen. 3-methyl-1-butylacetaat komt vrij als een bij steekt. De geur lokt andere bijen om het slachtoffer ook te steken.